# Hanibal Gisko
Hanibal Gisko je bil kartažanski poveljnik kopenske vojske in vojne mornarice med prvo punsko vojno, * okoli 300-290 pr. n. št., † 258 pr. n. št.. 
Njegovo poveljevanje v vojni proti Rimljanom so se izkazalo za neuspešno in povzročilo njegov padec in usmrtitev.

## Vojaška kariera
O mladosti Hanibala Giska in  začetku njegove vojaške kariere ni nobenega podatka.

### Agrigentum
V zgodovinskih virih se je prvič pojavil leta 261 pr. n. št. kot general in poveljnik garnizije v Agrigentu, ki so ga oblegali Rimljani. Mesto je kljub temu, da so ga Gisko in njegovi možje vztrajno branili in dobili pomoči generala Hanona, po nekaj mesecih padlo. Gisku je v poznih fazah bitke uspelo pobegniti v Kartagino.

### Mesinska ožina
Gisko je kljub porazu v Agrigentu očitno nadaljeval svojo poveljniško kariero. Naslednje leto (260 pr. n. št.) se je kot admiral kartažanskega vojnega ladjevje vrnil v Mesinsko ožino. Rimljani so v prvi punski vojni prvič v svoji zgodovini uporabili tudi vojno mornarico. Gisko je v pomorski bitki pri  Eolskih otokih premagal in ujel rimskega generala Gneja Kornelija Scipiona, ki je po porazu dobil vzdevek Azin (Osel).  Zmaga ni imela nobenega praktičnega pomena in večina rimskega ladjevja je še naprej plula po okoliških vodah.

### Mile
Kasneje leta 260 pr. n. št. se je njegovo ladjevje prvič soočilo z rimskim corvusom, dvižnim mostom za izkrcavanje na sovražno ladjo, ki je imel smrtonosen učinek. Gisko, prepričan v premoč svojega ladjevja, se je v tradicionalni linijski razporeditvi ladij spustil v pomorsko bitko pri Milah, v kateri so ga Rimljani pod poveljstvom konzula Gaja Duilija  kljub pomanjkanju izkušenj odločilno premagali.  K temu je pripomogel predvsem inovativen prenos taktike kopenske vojske v vojskovanje na morju.
Hanibal Gisko je bil po porazu odpoklican, vendar njegov padec ni trajal zelo dolgo. Leta 258 pr. n. št. je bil poslan na Sardinijo, da bi jo branil pred Rimljani. Tudi tej nalogi ni bil kos in rimski general Gaj Sulpicij Paterkul ga je porazil.
Po tem porazu je izgubil zaupanje svojih nadrejenih. Kmalu zatem so ga zaradi nesposobnosti skupaj z drugimi poraženimi punskimi generali usmrtili. Po nekaterih podatkih naj bi ga njegovi vojaki križali.

## Vir
- Jona Lendering. Hannibal (2). Livius.org.

Kategorija:Kartažanski generali